# ンドランゲタ

カラブリア州

ンドランゲタ／ヌドランゲタ（Ndrangheta) は、イタリアカラブリア州（特にレッジョ・ディ・カラブリア）を拠点にしているマフィアである。約150団体（約5,200人）を擁する、コーサ・ノストラ、カモッラ、サークラ・コローナ・ウニータと並ぶイタリア4大マフィアの一つ。
恐喝や麻薬取引、武器密輸だけでなく、放射性廃棄物や有害廃棄物の不法投棄にも関与しており、シチリアのコーサ・ノストラより閉鎖的で暴力的だといわれている。イタリアのGDPの3%を稼ぎ出す（2007年、当局の発表）など、コーサ・ノストラの衰退に伴い、2009年現在においてイタリアマフィアの最大勢力と目されている。

## 語源
ギリシャ語の「男らしさ」や「勇気」を意味する「ανδραγαθια (andragathía)」 を元にしているという説や、近代にカラブリアとバジリカータに広がる地域を指していた語 Andragathia Regio からという説がある。なお、カラブリア州は古代から大ギリシャと呼ばれるほどギリシャ人が多く、中世までギリシャ語が話されていた地域である。

## 起源
この組織がいつ生まれたのかははっきりしないが、両シチリア王国（スペイン・ブルボン朝から分かれたシチリア・ブルボン朝が統治していた）が存在した19世紀の初め頃だとされている。
当時のカラブリアには大土地所有制が敷かれており、ほとんどの住民は貴族や教会等の支配の下に置かれていた。僻地であり交通の便も悪かったカラブリアに土地を所有する地主たちは、農地の管理を「農地管理人」に委任し、当時の首都であったナポリに居住していた。農地管理人たちは農村地帯の治安維持のため武装自警団を組織し、勢力を拡大させるとともに農村地帯を支配するようになっていった。この農地管理人と彼らの率いる武装自警団がンドランゲタの起源だとされている。
1960年代後半に、ンドランゲタは農村から都市部に進出し、大型公共事業への介入や、誘拐、麻薬取引で利益を増やしていった。麻薬取引に関しては、1980年代にシチリアでヘロイン精製所が摘発を受けたので、シチリアのマフィアはカラブリアにヘロイン精製所を移した。そのためマフィアとンドランゲタは提携関係が強くなった。麻薬取引で得た利益で、ホテル、レストランなど観光事業にも進出した。
ンドランゲタが世界的に有名になったのはジョン・ポール・ゲティ3世誘拐事件である。彼はアメリカの石油王のジャン・ポール・ゲティの孫で、ローマでヒッピー的な生活を楽しんでいた。彼は1973年7月10日にローマのナイトクラブを出たところ誘拐され、誘拐団は16億リラ（1,700万ドル）]という高額な身代金を要求した。ゲティが身代金の支払いを拒否したため、誘拐団は彼の耳を切りローマの新聞社に送りつけた。母親のアビゲイル・ハリスはこれを見て驚き再度ゲティの説得を試みるが、身代金満額は用意されなかった。かなり減額された身代金が支払われ12月14日にジョン・ポール・ゲティ3世は解放された。しかしンドランゲタの主要メンバーは逃走し、今も犯人は捕まっておらず身代金も戻ってこなかった。
1970年代後半からは麻薬取引などで、ファミリー間の抗争が激化した。警察も、構成員を逮捕した際に刑務所では、所属するファミリーによって別の房にするなどしている。

## 組織構成
ンドランゲタにおいて、シチリアマフィアのファミリーに相当するものは "ンドリーナ" (’ndrina) と呼ばれている。
組織の頂点に立つボスは "カポ・バストーネ" (capobastone) または "カポ・ソチエタ" (capo-società) と呼ばれる。そしてその下に副ボスとして "ヴィーチェ・カポ"、そして相談役として "コンタービレ" (contabile) がいる。その下には "カモッリスタ" (camorrista) というキャプテンに相当する役割があり、彼らが組織内での中核的役割を果たし、兵隊にあたる "ピッチョッティ" () を監督している。また、ンドランゲタには目付け役に相当する "マストロ・ディ・ジョルナータ" という役職があり、これはカモッリスタが交代で行い、縄張りの監視を行っている。
またンドランゲタには、シチリアやアメリカのマフィアにあるような各ンドリーナ間の問題等を取りまとめるコミッションの存在は現在まで確認されておらず、存在しないとされている。
2009年5月10日、イタリアの警察当局は、組織のボスとされ2005年から逃亡していたと見られるサルバトーレ・コルッチョ容疑者を逮捕した。

## 批判
2014年1月にはカラブリア州で、3月にはプッリャ州で、マフィアによる報復殺人事件が発生。それぞれ3歳の幼児が巻き込まれた。同年6月、教皇フランシスコは、ンドランゲタの拠点であるカラブリア州を訪問、遺族と面会した上で、「マフィアは悪魔を崇拝し、公益をさげすむ者。神に属すことはない。彼らは破門される」と述べ、宗教上（カトリック）の見地に立った批判を行った。